# أوكرتيلفلم
استوديو الفيلم التلفزيوني الأوكراني، المعروف باسمه المختصر أوكرتيلفيلم ، هو استوديو أفلام أوكراني تأسس عام 1965. في عام 1959، خصص مجلس وزراء جمهورية أوكرانيا الاشتراكية السوفيتية قطعة أرض مساحتها 4 هكتارات على ضفاف قناة روسانيفسكي لبناء مجمع سينمائي مع مرآب للسيارات، ومبنى إداري من طابقين مع جناح سينمائي، واستوديو نغمي، وغرفة عرض أفلام كبيرة وغرفة عرض أفلام صغيرة (للمخرج)، ومتجر معدات أفلام، ومتجر صوت، ومتجر تصوير مشترك. وتضمن المجمع السينمائي متجرًا متطورًا لتطوير الأفلام ومنشأة لتحرير الأفلام السلبية والإيجابية. كما تم إنشاء بستان تفاح كبير على أراضي استوديو "أوكرتيلفيلم".
في عام 1983، قامت لجنة الدولة للتلفزيون والإذاعة في الاتحاد السوفييتي ببناء مجمع فيديو جديد يضم جناحين كبيرين مزودين بكاميرات تلفزيونية ثابتة ومعدات تسجيل وتحرير الفيديو ومتاجر المكياج والدعامات. يضم مجمع الفيديو قسم تي جيه سي (مجمع صحافة تلفزيونية مزود بكاميرا فيديو محمولة).
وفقًا للتعديلات التي أُجريت على قانون أوكرانيا "بشأن البث العام" في مايو 2016، سيتم تحويل شركة أوكرتيلفيلم إلى شركة أوكرتيلفيلم بي جيه أس سي والانضمام إلى "يو أيه:بي بي سي" ( شركة البث العام الوطنية في أوكرانيا ). ومن المقرر أن يتم تنفيذ عملية التحول من قبل مدير المؤسسة الحكومية، وهي لجنة الدولة للتلفزيون والإذاعة في أوكرانيا، اعتبارًا من مايو 2016. 

## تاريخ الأستوديو
تأسس ستوديو أوكرتيلفيلم للأفلام في عام 1965. يتم إدارتها من قبل لجنة الدولة للبث التلفزيوني والإذاعي في أوكرانيا. إنها مؤسسة حكومية مكتفية ذاتيا بتمويل ميزانيتها من خلال أوامر الدولة لإنتاج الأفلام والفيديو. في عام 1959، خصص مجلس وزراء جمهورية أوكرانيا السوفييتية الاشتراكية قطعة أرض لبناء مجمع لإنتاج الأفلام.
تتولى لجنة الدولة للإذاعة والتلفزيون مسؤولية مراقبة الحفاظ على الممتلكات الحكومية في المؤسسات الخاضعة لسيطرة لجنة الدولة. وكان ينبغي أيضا أن يكون هناك حظر على التصرف في ممتلكات الدولة. يتم تنظيم التصرف في ممتلكات الدولة في أوكرانيا بموجب قرار مجلس وزراء أوكرانيا المؤرخ 6 يونيو 2007، رقم 803 "بشأن الموافقة على إجراءات التصرف في ممتلكات الدولة".
على مدى السنوات منذ عام 1965، أنتجت شركة أوكرتيلفيلم العديد من الأفلام الروائية وما يسمى بـ "أفلام الأخبار"، والتي وثقت بالكامل أعمال الكتاب والملحنين والموسيقيين والمغنين من الطراز العالمي الذين يؤدون أعمالهم الخاصة وروائع الكلاسيكيات الأوكرانية والعالمية أمام الكاميرا.
في عام 2009، تم نقل أرشيف الاستوديو بأكمله إلى الوسائط الرقمية. ومع ذلك، فإن مديري الاستوديو يخفون هذه الحقيقة من أجل خصم الأموال باستمرار من أجل "الرقمنة"،  لذلك لا يُعرف على وجه التحديد عدد الأعمال الفيديوية التي أنتجها الاستوديو خلال وجوده. وفقًا لمديري الاستوديو، أنتجت شركة "أوكرتيلفيلم" ما يقرب من 3000 عنوان من منتجات الفيديو في مختلف الأنواع باللغتين الأوكرانية والروسية.
في أغسطس 2019، باع صندوق ممتلكات الدولة المجمع العقاري الموحد لشركة أوكرتليفيلم مقابل 5 ملايين هريفنيا أوكرانية[توضيح]، وهو ما أوردته العديد من وسائل الإعلام عن طريق الخطأ على أنه بيع المجمع العقاري الموحد لشركة أوكرتليفيلم (هيكل مختلف عن أوكرتليفيلم).